# Crawford-Medaille
Die Crawford-Medaille ist ein Literaturpreis im Bereich der Philatelie, vergeben durch die Royal Philatelic Society London. Sie ist benannt nach dem James Lindsey, 26. Earl of Crawford (1847–1913), der ein Mitglied der Royal Philatelic Society London war. Sie wird jeweils für ein bestimmtes Buchwerk vergeben.
Die Verleihung dieser Medaille erfolgt seit 2022 im Rahmen eines jährlichen Symposiums. 
- The 1st Annual Crawford Festival: 28th-29th June 2022; theme "How to write a book – A practical guide to producing a work of philatelic literature"
- The 2nd Annual Crawford Festival: 26th-27th June 2023; theme "Journals: Past, Present and Future"

## Preisträger
| Jahr | Autor                                            | Buchtitel |
| ---- | ------------------------------------------------ | --- |
| 1920 | Hugo Griebert                                    | The Stamps of Spain 1850-1854                                                                                              |
| 1921 | Sir Edward Denny Bacon KCVO                      | The Line Engraved Postage Stamps of Great Britain                                                                          |
| 1922 | Charles Nissen and Bertram McGowan               | The Plating of the Penny Black Postage Stamp of Great Britain, 1840                                                        |
| 1923 | Charles Lathrop Pack                             | Victoria: The half-Length Portraits and the Twopence Queen Enthroned                                                       |
| 1924 | Lieut. Colonel GSF Napier                        | The Stamps of the First Issue of Brazil                                                                                    |
| 1925 | Justus Anderssen and H. Dethloff                 | Norges Frimerker 1855-1924                                                                                                 |
| 1927 | F. J. Peplow                                     | The Postage Stamps of Buenos Aires                                                                                         |
| 1928 | C. F. Dendy Marshall                             | The British Post Office from its Beginning to the End of 1925                                                              |
| 1929 | A. M. Tracey Woodward                            | The Postage Stamps of Japan and Dependencies                                                                               |
| 1930 | Dr. Carroll Chase                                | The 3¢ Stamp of the United States 1851-57 Issue                                                                            |
| 1931 | Gilbert J. Allis                                 | Cape of Good Hope: Its Postal History and Postage Stamps                                                                   |
| 1932 | E. A. Smythies and Captain Denys. R. Martin      | The Four Annas Lithographed Stamps of India, 1854-55                                                                       |
| 1933 | E. J. Lee                                        | The Postage Stamps of Uruguay                                                                                              |
| 1934 | Emilio Diena I                                   | Francbolli del Regno di Napoli                                                                                             |
| 1935 | Carl Schmidt                                     | Die Postwertzeichen der Russischen Landschaftsaemter                                                                       |
| 1936 | Herbert Munk                                     | Kohl Briefmarken-Handbuch                                                                                                  |
| 1937 | Stanley Bryan Ashbrook                           | The United States Ten Cent Stamp of 1851-57                                                                                |
| 1938 | Max G. Johl                                      | United States Stamps of the 20th Century, Vol. IV                                                                          |
| 1939 | H. Osborne                                       | Great Britain, Twopence Plate Nine. A Study of the Plate and its Repairs                                                   |
| 1940 | J. H. Curle and A. E. Basden                     | Transvaal Postage Stamps                                                                                                   |
| 1944 | Adrian Albert Jurgens                            | The Handstruck Letter Stamps of the Cape of Good Hope from 1792 to 1853 and the Postmarks from 1853 to 1910                |
| 1945 | Prescott Holden Thorp                            | The Stamped Envelopes and Wrappers of the United States and Possessions                                                    |
| 1947 | Winthrop Smillie Boggs                           | The Postage Stamps and Postal history of Canada                                                                            |
| 1948 | A. Tort Nicolau                                  | Guia del Coleccionista de Sellos de Correos de España 1855–69                                                              |
| 1949 | F. E. Wood                                       | Straits Settlements Postage Stamps                                                                                         |
| 1950 | L.E. Dawson                                      | The One Anna and Two Annas Postage Stamps of India 1854-55                                                                 |
| 1951 | D. Alan Stevenson                                | The Triangular Stamps of Cape of Good Hope                                                                                 |
| 1952 | J. Schmidt-Andersen                              | The Postage Stamps of Denmark 1851-1951                                                                                    |
| 1953 | Sir John Wilson                                  | The Royal Philatelic Collection                                                                                            |
| 1954 | James Richard William Purves                     | The Half Lengths of Victoria                                                                                               |
| 1956 | The Royal Philatelic Society of New Zealand      | The Postage Stamps of New Zealand Vol III                                                                                  |
| 1958 | John Easton                                      | The De La Rue History of British and Foreign Postage Stamps 1855-1901                                                      |
| 1959 | R. Forrester-Wood                                | The Stamps and Postal History of Sarawak                                                                                   |
| 1960 | S. D. Tchlinghirian and W. S. E. Stephen         | Stamps of the Russian Empire Used Abroad (Published in Six Parts)                                                          |
| 1961 | Mohamed Dadkhah                                  | The Lion Stamps of Persia                                                                                                  |
| 1962 | Nicholas Argenti                                 | The Postage Stamps of New Brunswick and Nova Scotia                                                                        |
| 1963 | W. R. D. Wiggins                                 | The Postage Stamps of Great Britain Part II                                                                                |
| 1964 | Joseph Schatzkés                                 | The Cancellations of Mexico 1856-74                                                                                        |
| 1965 | Joaquín Galvez Naranjo                           | Los Primeros Sellos de Chile 1853 a 1867                                                                                   |
| 1966 | Soichi Ichida                                    | The Cherry Blossom Issues of Japan 1872-1876                                                                               |
| 1967 | The Federation of Hungarian Philatelic Societies | A Magyar Belyagek Monografiaja Vols I, II and V                                                                            |
| 1969 | International Society of Guatemala Collectors    | Guatemala Volume I Postal History and Stamps to Mid 1902                                                                   |
| 1972 | George E. Hargest                                | History of Letter Post Communication between the United States and Europe, 1845-1875                                       |
| 1973 | Raymond Salles                                   | Encyclopaedie de la Poste Maritime Française Historique et Catalogue (Vols I-VIII)                                         |
| 1974 | Robson Lowe                                      | Encyclopaedia of British Empire Postage Stamps (Volume V)                                                                  |
| 1975 | G. C. van Balen Blanken and Bert Buurman         | The Netherlands - Plating of the 1852 5 cent and 10 cent Values                                                            |
| 1976 | Archibald G. M. Batten                           | The Orange Free State - its Postal Offices and their Markings 1868-1910                                                    |
| 1978 | A. Ronald Butler                                 | The Departmental Stamps of South Australia                                                                                 |
| 1979 | Örjan Lüning                                     | Luftpostens Historia Norden (The History of Airmail in Scandinavia)                                                        |
| 1980 | Harold W. Fisher                                 | The Plating of the Penny (Volumes I-IV)                                                                                    |
| 1981 | Marcus Samuel and Alan K Huggins                 | Specimen Stamps and Stationery of Great Britain                                                                            |
| 1982 | Sigurd Ringström and Henry E. Tester             | The Private Ship Letter Stamps of the World (Parts I and II)                                                               |
| 1983 | Anton Jerger                                     | Handbooks on Austrian Lombardy-Venetia                                                                                     |
| 1984 | Armando Mario O Vieira Selos                     | Classicos de Relevo de Portugal                                                                                            |
| 1985 | Paolo Vollmeier                                  | Storia Postale del Regno di Sardegna dalle Origini all'Introduzione del Francobollo                                        |
| 1986 | Carlrichard Brühl                                | Geschichte der Philatelie (Band I und II)                                                                                  |
| 1987 | keine Verleihung                                 | |
| 1988 | Gary S. Ryan                                     | The Cancellations of Hungarian Post Offices on the First Issue of Hungary 1867-1871                                        |
| 1989 | Adolph Koeppel and Raymond D. Manners            | The Court Fee and Revenue Stamps of the Princely States of India (Volumes I and II)                                        |
| 1990 | Dott Niño Aquila I                               | Francobolli Degli Ultimi Re                                                                                                |
| 1991 | Peter M. Ibbotson                                | The Postal History and Stamps of Mauritius                                                                                 |
| 1992 | J. Michael and P. Jane Moubray                   | British Letter Mail to Overseas Destinations 1840-1875                                                                     |
| 1993 | Jack F. Ince and S. John Sacher                  | The Postal Services of the British Nigeria Region                                                                          |
| 1994 | James van der Linden                             | Catalogue des Marques de Passage                                                                                           |
| 1995 | H. E. Walker and J. H. Coles                     | Postal Cancellations of the Ottoman Empire (Parts 1–4)                                                                     |
| 1996 | Paolo Vollmeier and Vittorio Mancini             | Storia Postale del Regno di Napoli dalle Origini all'Introduzione del Francobollo                                          |
| 1997 | keine Verleihung                                 | |
| 1998 | Peter E. Fernbank                                | King George V Key Plates of the Imperium Postage and Revenue Design                                                        |
| 1999 | Hugh V. Feldman                                  | Letter Receivers of London 1652-1857                                                                                       |
| 2000 | Peter A. S. Smith                                | Egypt - Stamps and Postal History - A Philatelic Treatise                                                                  |
| 2001 | G. Clive Akerman and Gavin H. Fryer              | The Reform of the Post Office in the Victorian Era and Its Impact on Economic and Social Activity                          |
| 2002 | Ulrich Ferchenbauer                              | Österreich 1850-1918 |
| 2003 | F. Heimbuchler                                   | Rumanien: Furstentum Walachei 1820-1862, Vereinigte Fürstentümer 1862-1872                                                 |
| 2004 | Claude Delbeke                                   | Nederlandse Scheepspost, II, Nederland en det Westen 1600-1900                                                             |
| 2005 | Robert P. Odenweller                             | The Stamps and Postal History of Nineteenth Century Samoa                                                                  |
| 2006 | Bryan Kearsley                                   | Discovering Seahorses – King George V High Values                                                                          |
| 2008 | David A. Stotter                                 | The British Post Office Service in Morocco 1907-57, Published 2007                                                         |
| 2009 | Eric Yendall                                     | King George VI Large Key Type Revenue and Postage High Value Stamps 1927-1953, Published 2008                              |
| 2010 | Michèle Chauvet                                  | Introduction à l’histoire postale (de France)                                                                              |
| 2011 | Robert P. Odenweller                             | The Postage Stamps of New Zealand 1855-1873: The Chalon Head Issues                                                        |
| 2012 | David Tett                                       | A Postal History of the Prisoners of War and Civilian Internees in East Asia During the Second World War: Volumes 1 to 5   |
| 2013 | Kees Adema                                       | Netherlands Mail in Times of Turmoil: Volumes 1, 2 and 3                                                                   |
| 2014 | Peter van der Molen                              | Swaziland Philately to 1968                                                                                                |
| 2015 | Kenneth Scudder                                  | Queensland Postage Stamps 1879-1912                                                                                        |
| 2016 | Steven C. Walske and Richard Frajola             | Mails of the Westward Expansion, 1803–1861                                                                                 |
| 2017 | James Bendon                                     | U.P.U. Specimen Stamps 1878-1961                                                                                           |
| 2018 | Hugh V. Feldman                                  | United States Railroad Mail Routes and Contracts 1832-1875                                                                 |
| 2019 | Alan Druce                                       | Perkins Bacon Great Britain Line-engraved Postage Stamp Printing 1840-1846                                                 |
| 2022 | Guillermo F. Gallegos FRPSL, Joseph D. Hahn      | The 19th century issues of El Salvador 1867-1900                                                                           |
| 2023 | Lars Engelbrecht FRPSL                           | Postal stationery of Denmark: the bi-coloured issue 1871-1905, volume 1: the production and varieties; volume 2: the usage |